# 斯里蘭卡泰米爾武裝組織列表
以下是斯里兰卡泰米尔武装组织列表的名单。
- 泰米爾伊拉姆猛虎解放組織(LTTE)
- 泰米爾-伊拉姆解放組織(TELO)
- 伊拉姆人民革命解放陣線（EPRLF）
- 泰米爾-伊拉姆人民解放組織(PLOTE)
- 伊拉姆學生革命組織(EROS)
- 泰米爾-伊拉姆軍(TEA)
- 泰米爾自由軍(FTA)
- 社會主義革命解放同盟(SRSL)